# Danny Burch
Martin Harris (ur. 31 grudnia 1981 w Richmond) – brytyjski profesjonalny wrestler, obecnie występujący w federacji WWE w rozwojowym brandzie NXT pod pseudonimem ringowym Danny Burch. W przeszłości, jako Martin Stone, występował w różnych brytyjskich federacjach niezależnych takich jak Insane Championship Wrestling, Frontier Wrestling Alliance i International Pro Wrestling: United Kingdom.

## Kariera profesjonalnego wrestlera

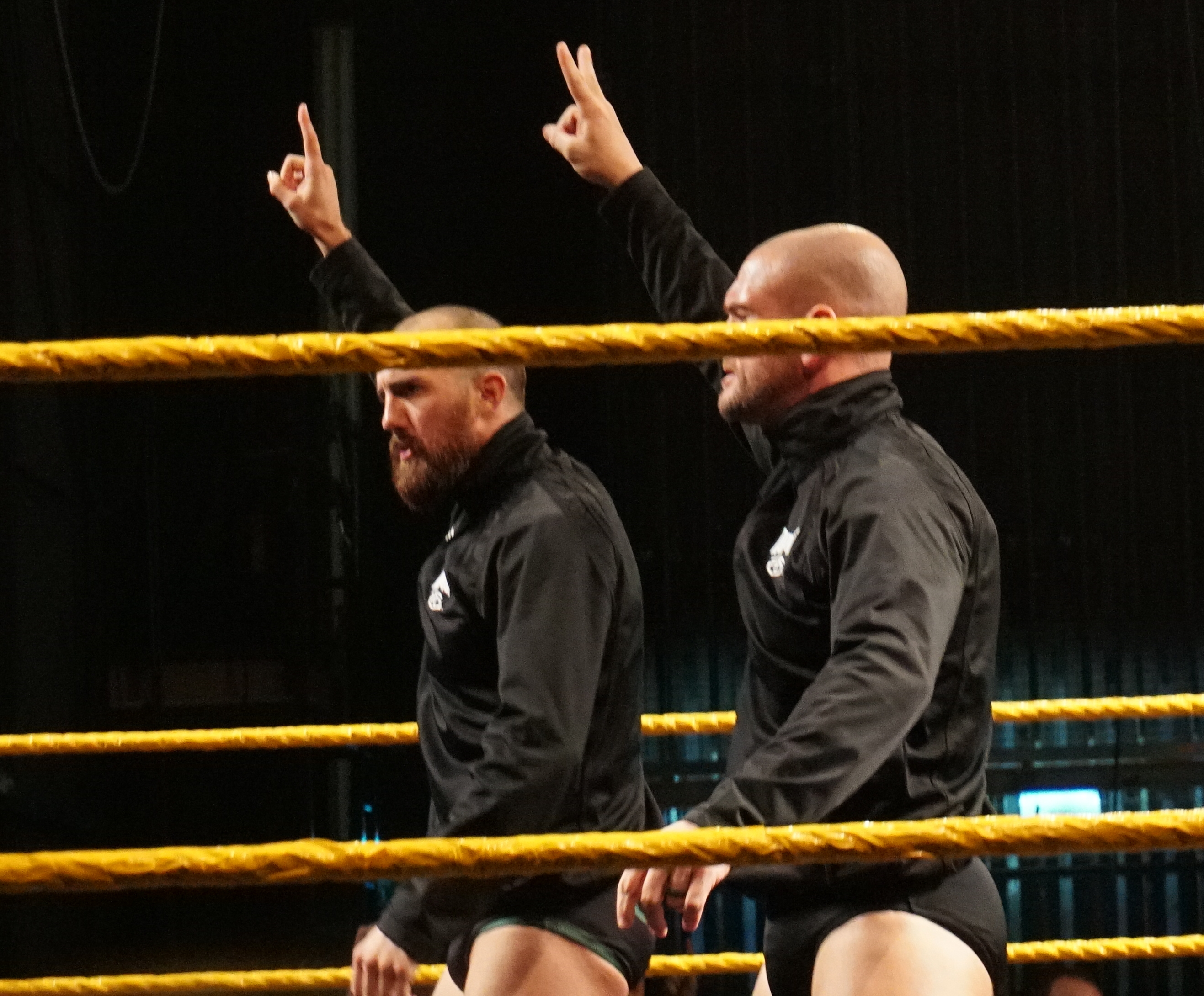
Oney Lorcan i Danny Burch (2018)

### Europejskie federacje niezależne (2003–2012; 2014)
W latach 2003–2004 Harris był trenowany w szkółkach FWA Academy i Dropkixx Academy. Występował jako Joe Riot podczas różnych show federacji All Star Wrestling latem 2003. Po raz pierwszy wystąpił dla federacji FWA podczas gali Revenge – Chapter IV z 29 listopada 2003, gdzie przegrał pojedynek z Leroyem Kincaidem. W 2004 założył drużynę ze Stixxem, jako swojego menedżera wybrali „Twisted Genius” Deana Ayassa, a także Harris przybrał pseudonim ringowy „Martin Stone”. Pomimo wystąpień dla FWA, Stone podróżował po Wielkiej Brytanii i występował również dla IPW:UK, One Pro Wrestling, LDN Wrestling i Real Quality Wrestling, w których zdobył tytuły mistrzowskie – między innymi przez piętnaście miesięcy był w posiadaniu IPW:UK Championship. Krótko po założeniu drużyny ze Stixxem, duet zdobył FWA Tag Team Championship pokonując drużynę Hapton Court (Duke of Danger i Simmonsa). Stixx i Stone byli w posiadaniu tytułów przez szesnaście miesięcy, lecz 19 listopada 2006 zostali pozbawieni tytułów, gdy Stone musiał wypełnić zobowiązania wobec federacji IPW:UK.
Pod koniec kwietnia 2007 Stone reprezentował promocję Real Quality Wrestling w turnieju King of Europe Cup, gdzie w pierwszej rundzie został pokonany przez Go Shiozakiego. W międzyczasie wziął udział w turnieju RQW podczas gali Not Just For Christmas, który wygrał i zdobył RQW Heavyweight Championship. We wrześniu zaczął regularnie występować dla niemieckiej federacji Westside Xtreme Wrestling. 26 lipca 2008 zdobył wXw Tag Team Championship wraz z Dougiem Williamsem, gdzie duo pokonało AbLas (Absolute Andy’ego i Steve’a Douglasa) podczas gali Broken Rulz VIII.
W lutym 2008 Stone wziął uział w turnieju King of Trios federacji Chikara. Wspólnie z duetem The Kartel (jako Team IPW:UK) przegrał w drugiej rundzie turnieju z Golden Trio (Deliriousem, Hallowickedem i Heliosem). 28 sierpnia pokonał Eamona O’Neilla i Jamesa Tighe’a zdobywając Premier Promotions Worthing Trophy.
13 lutego 2010 podczas gali British Uproar Martin Stone pokonał Andy’ego Simmonza w finale turnieju i stał się pierwszym posiadaczem FWA World Heavyweight Championship. Po walce wygłosił przemówienie, podczas którego odwrócił się od fanów i stwierdził, że wystąpienia w brytyjskich federacjach pozwolą mu na zakontraktowanie go w większych promocjach w Stanach Zjednoczonych. Miesiąc później stał się liderem ugrupowania „The Agenda”, które również podążało za tym celem.
14 marca 2010 podczas gali PW101 unstoppable Stone pokonał jedenastu wrestlerów i stał się pierwszym i jedynym posiadaczem PW101 Championship. Po powrocie do Wielkiej Brytanii w 2014, Stone zawalczył i przegrał z Jackiem Jesterem o ICW Heavyweight Championship.

### WWE (2011–2014)
Pod koniec 2011 Harris podpisał kontrakt z WWE i w czerwcu przyszłego roku został przydzielony do rozwojowego brandu NXT. Podczas swoich pierwszych występów przyjął pseudonim „Danny Burch” i jego telewizyjny debiut w federacji odbył się 15 maja 2013 podczas odcinka NXT, gdzie przegrał z Brayem Wyattem. Do końca kontraktu, który wygasł 30 kwietnia 2014, Burch był wykorzystywany w roli jobbera i przegrywał wszystkie walki.

### Total Nonstop Action Wrestling (2014–2015)
W 2014 Harris (występujący jako Martin Stone) był uczestnikiem drugiego sezonu TNA British Boot Camp. 16 lutego 2015 wziął udział w gali One Night Only: Gut Check, gdzie pokonał Jessiego Godderza i zakwalifikował się do walki wieczoru. Ostatecznie pięcioosobowe eliminacyjne starcie wygrał Tevita Fifita, który dzięki wygranej pojawił się podczas odcinka tygodniówki Impact Wrestling.

### Powrót do WWE (od 2015)
16 lipca 2015, pomimo braku podpisania kontraktu z WWE, Stone pojawił się podczas nagrań odcinków NXT, gdzie przegrał z Kevinem Owensem. Tego roku występował co miesiąc podczas odcinków NXT, gdzie ponownie przegrywał z takimi wrestlerami jak Apollo Crews, Tye Dillinger czy James Storm. We wrześniu powrócił do wystąpień jako Danny Burch. 14 września 2016 podczas finału turnieju Cruiserweight Classic, on i Sean Maluta przegrali z The Bollywood Boyz (Gurvem i Harvem Sihrą) w Dark matchu. 6 stycznia 2017 zostało ogłoszone, że Burch wystąpi w turnieju WWE United Kingdom Championship Tournament; został wyeliminowany w pierwszej rundzie przez Jordana Devlina. W połowie roku zaczął częściej występować w rozwojowym brandzie NXT jako członek dywizji wrestlerów z Wielkiej Brytanii – między innymi przegrał walkę o WWE United Kingdom Championship z Pete’em Dunne’em.
W sierpniu zaczął rywalizację z Oneyem Lorcanem, którzy naprzemiennie wygrywali walki ze sobą. Duo ostatecznie założyło drużynę i do końca roku stoczyło kilka pojedynków z Riddickiem Mossem i Tino Sabbatellim. Na początku 2018 wzięli udział w turnieju Dusty Rhodes Tag Team Classic 2018, lecz zostali wyeliminowani w pierwszej rundzie przez Pete’a Dunne’a i Rodericka Stronga. 29 kwietnia podpisał pełnowymiarowy kontrakt z WWE.

## Styl walki
- Finishery
  - London Bridge (|Rope hung spike DDT)[13]
  - Tower of London (Rope hung cutter)
- Inne ruchy
  - European uppercut
  - Front dropkick wykonany ze środkowej liny middle rope
  - Lariat
  - Powerbomb
  - Right-handed cross
  - Thesz press wraz z dodaniem wielu ciosów punches – zaadaptowane od Steve’a Austina
- Menedżerowie
  - Dean Ayass
- Przydomki
  - „The Enforcer”
  - „The Guv’nor”
- Motywy muzyczne
  - „Song 2” ~ Blur (RevPro; 2014)
  - „London Boys” ~ Richard Myhill (NXT; 2017 – 15 maja 2018)
  - „Combative” ~ CFO$ (NXT; od 16 maja 2018; używany podczas współpracy z Oneyem Lorcanem)

## Mistrzostwa i osiągnięcia
- 4 Front Wrestling

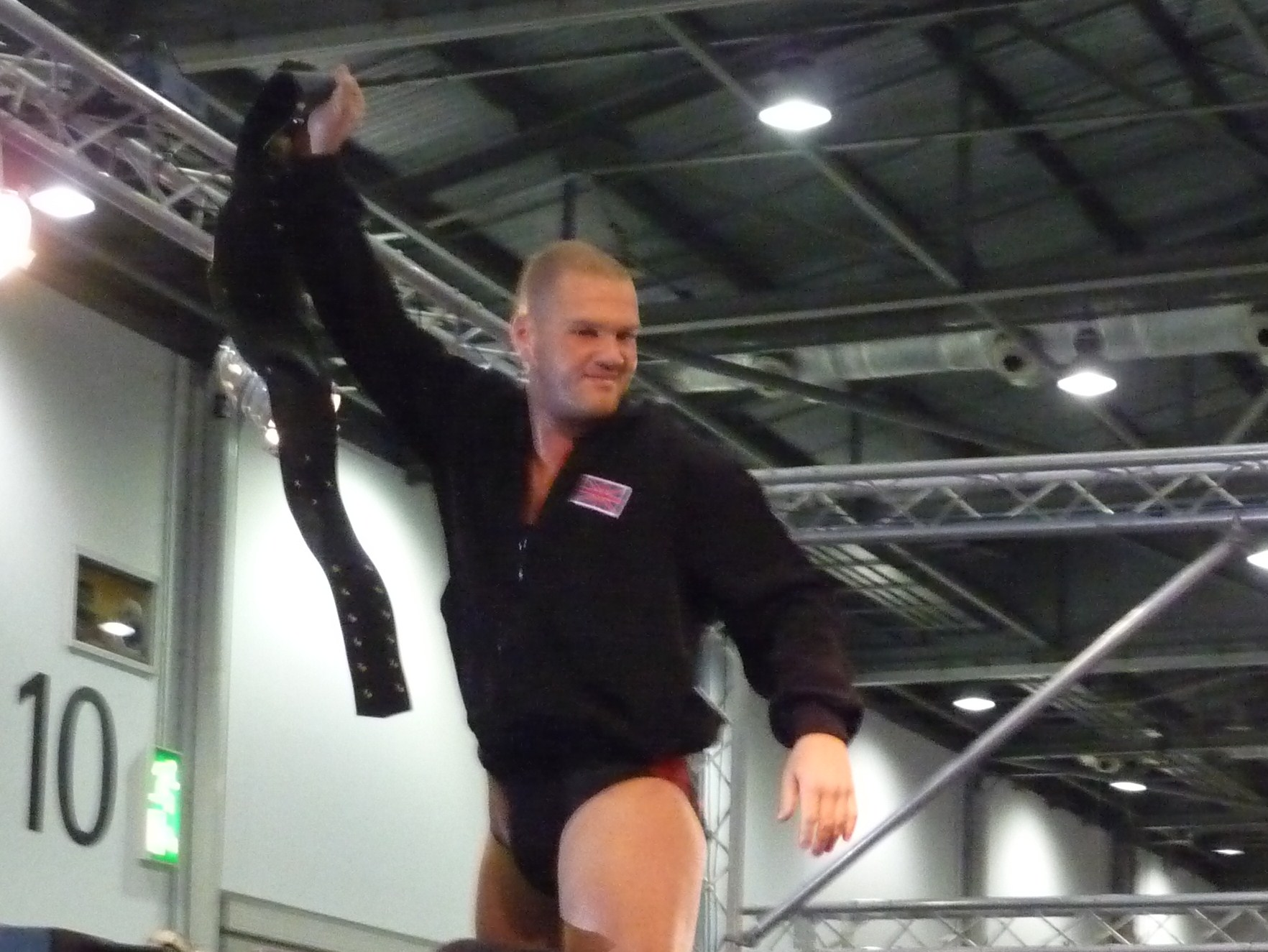
Stone z tytułem FWA Heavyweight Championship w maju 2010

  - 4FW Heavyweight Championship (1 raz)[14]
- Atlanta Wrestling Entertainment
  - GWC Championship (1 raz)[15]
- Best of British Wrestling
  - BOBW Heavyweight Championship (1 raz)
- Frontier Wrestling Alliance
  - FWA Tag Team Championship (1 raz) – ze Stixxem[16]
  - FWA World Heavyweight Championship (1 raz)
- Full Impact Pro
  - FIP Florida Heritage Championship (1 raz)
- German Stampede Wrestling
  - GSW Tag Team Championship (1 raz) – z Mattem Vaughnem[17]
- International Pro Wrestling: United Kingdom
  - IPW:UK Championship (3 razy)[18]
- LDN Wrestling
  - LDN Championship (2 razy)
- NWA Florida Underground Wrestling
  - NWA FUW Flash Championship (1 raz)[19]
- One Pro Wrestling
  - 1PW World Heavyweight Championship (1 raz)[20]
  - 1PW Openweight Championship (1 raz)[21]
- Platinum Pro Wrestling
  - PPW Platinumweight Championship (1 raz)[22]
- Pro Wrestling 101
  - PW101 Championship (1 raz)[23]
- Pro Wrestling Illustrated
  - PWI umieściło go w top 500 wrestlerów rankingu PWI 500: 335. miejsce w 2007; 135. miejsce w 2009; 182. miejsce w 2010; 246. miejsce w 2011; 382. miejsce w 2013; 333. miejsce w 2017[24]
- Real Quality Wrestling
  - RQW Heavyweight Championship (1 raz)[25]
- Premier Promotions
  - Worthing Trophy (2008)
- Revolution Pro Wrestling
  - RPW Undisputed British Tag Team Championship (1 raz) – z Joelem Redmanem[26]
- Rock and Metal Wrestling Action
  - RAMWA Heavyweight Championship (1 raz)
- United States Wrestling Alliance (Jacksonville, FL)
  - Wrestle Bowl (2016)
- The Wrestling League
  - Wrestling League World Championship (1 raz)[27]
- Westside Xtreme Wrestling
  - wXw Tag Team Championship (1 raz) – z Dougiem Williamsem[28]
- World Xtreme Wrestling
  - WXW Tag Team Championship (1 raz) – z Jodym Kristoffersonem[29]